# DoYaThing
DoYaThing è un singolo del gruppo virtuale Gorillaz, a cui hanno partecipato anche il frontman degli LCD Soundsystem James Murphy e il musicista André 3000, membro degli Outkast. La canzone è stata pubblicata nel febbraio 2012, commissionata dall'azienda Converse.

## Tracce
1. DoYaThing (radio edit) - 4:26
2. DoYaThing (full-length version) - 13:09